# 21 juillet 1987
Le mardi 21 juillet 1987 est le 202e jour de l'année 1987.

## Naissances
- Antonina Krivoshapka, sprinteuse russe
- Audrey Alloh, athlète italienne
- Bilel Mohsni, joueur tunisien de football
- Brandon Costner, joueur de basket-ball américain
- Chris McCann, joueur de football irlandais
- Diego Ciccone, footballeur suisse
- Diego Moreno, joueur de baseball vénézuélien
- Federico Turrini, nageur italien
- Heinz Barmettler, joueur de football suisse
- Jené Morris, joueuse de basket-ball américaine
- Jesús Eduardo Zavala, footballeur mexicain
- Jette Hansen, handballeuse danoise
- Kami Craig, poloïste américaine
- Lana Zakocela, mannequin lettone
- Mohamed El Gabas, joueur de football égyptien
- Nicolás Basile, joueur de rugby
- Petr Chaadaev, sauteur à ski biélorusse
- Rich Froning Jr., champion de CrossFit
- Souleymane Diabate, joueur de basket-ball ivoirien

## Décès
- Alejandro Labaca (né le 19 avril 1920), prêtre espagnol
- Curt Bergsten (né le 24 juin 1912), joueur de football suédois

## Événements
- Sortie du premier album des Guns N' Roses : Appetite for Destruction
- Sortie de l'album Dream Evil du groupe Dio
- Sortie de la BO Who's That Girl par Madonna